# 브웬도프스카 사막

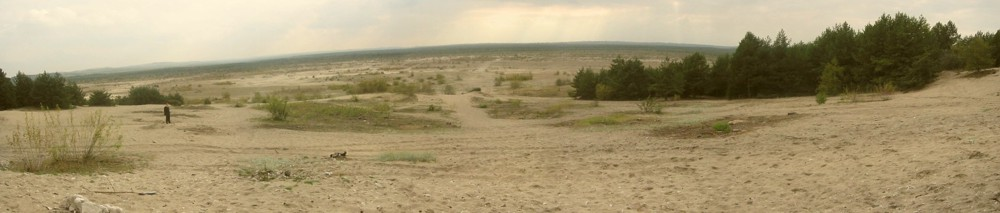
브웬도프스카 사막

브웬도프스카 사막(폴란드어: Pustynia Błędowska)은 폴란드의 사막이다. 사막의 북쪽 국경은 헤흘로(Chechlo) 마을이고, 남쪽에는 큰 산림 지대가 있다. 사막은 길이 10km, 폭 4km 미만이다.